# مایکل الیور (هنرپیشه)
مایکل الیور (انگلیسی: Michael Oliver؛ زادهٔ ۱۰ اکتبر ۱۹۸۱) یک هنرپیشه اهل ایالات متحده آمریکا است.
از فیلم‌های معروف او می‌توان به بازی در فیلم‌ کودک دردسرساز اشاره کرد.